# Picoides
A Picoides a madarak (Aves) osztályának harkályalakúak (Piciformes) rendjébe, ezen belül a harkályfélék (Picidae) családjába tartozó nem.

## Tudnivalók
A Picoides-fajok Eurázsiában és Észak-Amerikában honosak.
Ez a madárnem, korábban körülbelül 12 fajt tartalmazott. 2015-ben, elvégezték rajtuk és más nemeken - Veniliornis és Dendropicos - a molekuláris törzsfejlődéses kutatásokat, valamint a mitokondriális DNS-vizsgálatokat. Ezekből a kutatók megtudták, hogy ezek a madárnemek valójában polifiletikus csoportok, vagyis olyan csoportok, melyekben igen hasonló madarak voltak besorolva, de ezek nem egy közös őstől származtak, hanem több különbözőtől, és a hasonlóság csupán a párhuzamos evolúció vagy a konvergens evolúció eredménye volt. A kutatás eredményeként, 6 új monofiletikus csoport, azaz egy-egy közös rendszertani őstől származó harkálynem jött létre. Így például a Picoides-ből kivontakat, áthelyezték a Leuconotopicus és a Dryobates nemekbe. A Picoides nevű harkálynemben, csak 3 faj maradt meg.
Ezt a taxonnevet 1799-ben, Bernard Germain de Lacépède francia természettudós és politikus alkotta meg. Ez a taxonnév a latin Picus = „harkály” és a görög -oidēs = „hasonló” szavak összevonásából jött létre.

## Rendszerezés
A nembe az alábbi 3 faj tartozik:
- feketehátú hőcsik (Picoides arcticus) (Swainson, 1832)[5]
- amerikai hőcsik (Picoides dorsalis) (Baird, 1858)[6] - korábban azonosnak tartották a háromujjú hőcsikkel
- háromujjú hőcsik (Picoides tridactylus) (Linnaeus, 1758)[7] - típusfaj
  - Picoides tridactylus funebris (J. Verreaux, 1870)[8] - rendszertani besorolása vitatott; míg hagyományosan és manapság is a legtöbben a háromujjú hőcsik alfajának vélik, addig más ornitológusok külön, önállófajként tartják számon, Picoides funebris néven

### Fordítás
- Ez a szócikk részben vagy egészben  a   Picoides című angol Wikipédia-szócikk ezen változatának fordításán alapul.  Az eredeti cikk szerkesztőit annak laptörténete sorolja fel. Ez a jelzés csupán a megfogalmazás eredetét és a szerzői jogokat jelzi, nem szolgál a cikkben szereplő információk forrásmegjelöléseként.